# Racket Club Open
Il Racket Club Open è stato un torneo professionistico di tennis maschile, faceva parte dell'ATP Challenger Tour nella categoria Challenger 50.000 $+H. È stata giocata solo l'edizione del 2016, svoltasi tra l'11 e il 16 gennaio sui campi in terra rossa del Racket Club di Buenos Aires, in Argentina. Nell'ottobre di quello stesso anno si svolse nella capitale argentina il Challenger de Buenos Aires, altro torneo del circuito Challenger.

## Albo d'oro

### Singolare
| Anno | Campione       | Finalista       | Punteggio |
| ---- | -------------- | --------------- | --------- |
| 2016 | Facundo Bagnis | Arthur De Greef | 6–3, 6–2  |

### Doppio
| Anno | Campione                       | Finalista                       | Punteggio |
| ---- | ------------------------------ | ------------------------------- | --------- |
| 2016 | Máximo González Facundo Bagnis | Sergio Galdós Christian Lindell | 6–1, 6–2  |